# 앙드레 마세나
앙드레 마세나(André Masséna, 1758년 5월 6일 ~ 1817년 4월 4일)는 프랑스 혁명전쟁 당시의 프랑스의 군인으로 나폴레옹 보나파르트 장군과 함께 이탈리아 원정에서 여러 전투를 이끌었다.

## 생애
1796년 4월 12일에는 몬테노테 전투, 4월 14일 ~ 4월 15일에 2차 데고 전투, 8월 5일에 카스틸리오네 전투, 9월 4일에 로베르토 전투, 1797년 1월 14일에 리볼리 전투 등에서 오스트리아를 무찔렀다.
1798년 2월에 프랑스군을 이끌고 이탈리아 로마를 함락하여 로마 주둔 프랑스군 사령관으로 임명되었으나 1주일 만에 군대반란으로 본국으로 송환되었다.
1799년 3월에 스위스 주둔 프랑스군 사령관으로 다시 임명되어 6월 4일 ~ 6월 7일에 제1차 취리히 전투에서 오스트리아의 카를 대공에게 패배했으나 9월 25일에 제2차 취리히 전투에서 오스트리아와 러시아를 무찌르고 이탈리아로 진격하는 러시아군을 저지했다.
1799년 11월 9일에 브뤼메르 18일 쿠데타로 이탈리아 주둔군 지휘관으로 파견되어 제노바 전투에서 오스트리아에 대항해 제노바를 지켰다.
그 후 1804년 육군원수, 1806년 영국군으로부터 칼리브리아 탈환, 1808년 리볼리 공작작위, 1809년에는 5월 21일 ~ 5월 22일에 아스펜-에슬링 전투에서 오스트리아군을 무찌르고 7월 5일 ~ 7월 6일에 바그람 전투에서도 승리했다. 1810년 1월에 나폴레옹으로부터 에슬링 대공의 작위를 받았다.
그러나 그 뒤부터는 1810년 9월 27일에 포르투갈 부사쿠 전투와 1811년 5월 5일 에스파냐 푸엔테스데오뇨로 전투에서 영국군의 아서 웰즐리에게 크게 패해 해임되었다.

### 말년
루이 18세의 왕정복고를 지지했다. 그리하여 마세나는 마르세유 사령관을 계속 역임했다. 엘바섬에서 나폴레옹이 탈출하고 소위 백일천하가 시작되면서, 마세나는 그를 지지했지만, 군대에 참가할 수 없었다. 워털루 전투에서 나폴레옹이 패배한 후, 왕제에 찬성하지 않았다는 것을 이유로 모든 군무를 해임되었다. 1817년 4월 4일 파리에서 사망했다.

## 가족관계
마세나는 1789년 안 마리 로잘리 라마르(Anne Marie Rosalie Lamare)와 결혼하여 2남 2녀를 두었다.
- 부인 : 안 마리 로잘리 라마르(1765~1829), 외과의사 조제프 라마르의 딸
  - 장녀 : 마리 안 엘리자베트 마세나(1790~1794)
  - 장남 : 프로스페 자크 마세나(1793~1821), 군인
  - 차녀 : 빅투아르 테클르 마세나(1794~1857)
  - 차남 : 프랑수아 빅토르 마세나(1799~1863), 조류학자